# بادبان‌ماهی
بادبان‌ماهی نوعی ماهی از خانواده نیزه‌ماهیان (Istiophoridae) است. این ماهی بدن کشیده و بسیار فشرده‌ای دارد و باله پشتی اول آن بزرگ و بادبان‌مانند است. بادبان‌ماهی سریع‌ترین موجود آبزی با سرعت ۱۱۰ کیلومتر بر ساعت است. البته مقالاتی هم موجود است که ادعا می‌کنند حداکثر سرعت بادبان‌ماهی ۳۶ کیلومتر بر ساعت می‌باشد. با همهٔ این احوال بسیاری از پژوهشگران معتقدند که این ماهی سریعترین ماهی اقیانوس است. بادبان‌ماهی رشد سریعی دارد. در عرض حدود یک سال ۱٫۲–۱٫۵ متر (۳٫۹–۴٫۹ فوت) به طول این ماهی افزوده می‌گردد. سبد غذایی این ماهی را مجموعه مختلفی از آبزیان سطح و اعماق آب از جمله ماهی لجه‌زی، ماهی طعمه و ماهی مرکب تشکیل می‌دهد.
پیش‌تر چنین تخمین زده می‌شد که بادبان‌ماهی با حداکثر سرعت ۳۵ متر بر ثانیه (۱۳۰ کیلومتر بر ساعت؛ ۷۸ مایل بر ساعت) شنا می‌کند اما بر پایهٔ تحقیقات منتشر شده در سال ۲۰۱۵ و ۲۰۱۶ میلادی مشخص شد که سرعت این ماهی حداکثر ۱۰ متر بر ثانیه (۳۶ کیلومتر بر ساعت؛ ۲۲ مایل بر ساعت) است. در طول فرایند تعقیب طعمه و شکار، این ماهی مکرراً به سرعت ۷ متر بر ثانیه دست می‌یابد و به‌طور کلی، سرعت جانور از ۱۰ متر بر ثانیه فراتر نرفته‌است. به‌طور کلی، طول بادبان‌ماهی‌ها فراتر از ۳ متر (۹٫۸ فوت) نمی‌رود و به ندرت به وزن بالاتر از ۹۰ کیلوگرم (۲۰۰ پوند) می‌رسند. یر طبق گزارش‌ها چنین بر می‌آید که این ماهی از نوک سوزن‌مانند خود برای گرفتار کردن ماهی‌ها استفادهٔ قابل‌توجهی می‌نماید.